# Sacro Latte

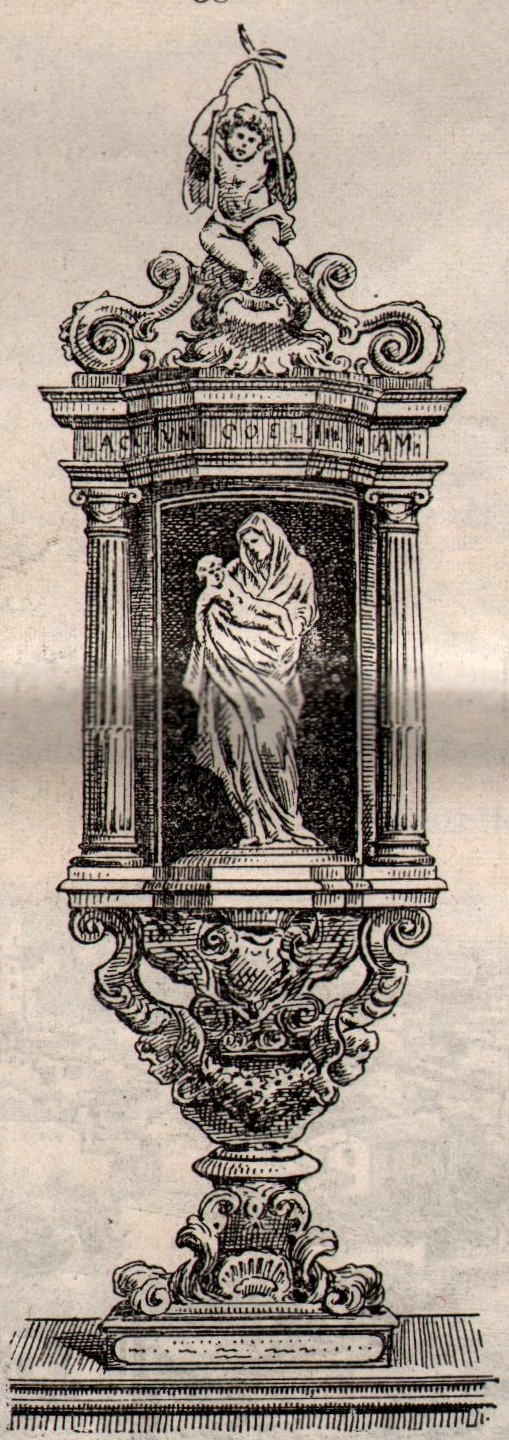
Il reliquiario del Sacro Latte nella rielaborazione di Massimiliano Soldani Benzi

Il Sacro Latte è una reliquia conservata nella Collegiata di San Lorenzo a Montevarchi ed è tradizionalmente e devozionalmente considerata come quel che resta di quel latte materno con cui Maria avrebbe allattato Gesù.

## Anamnesi

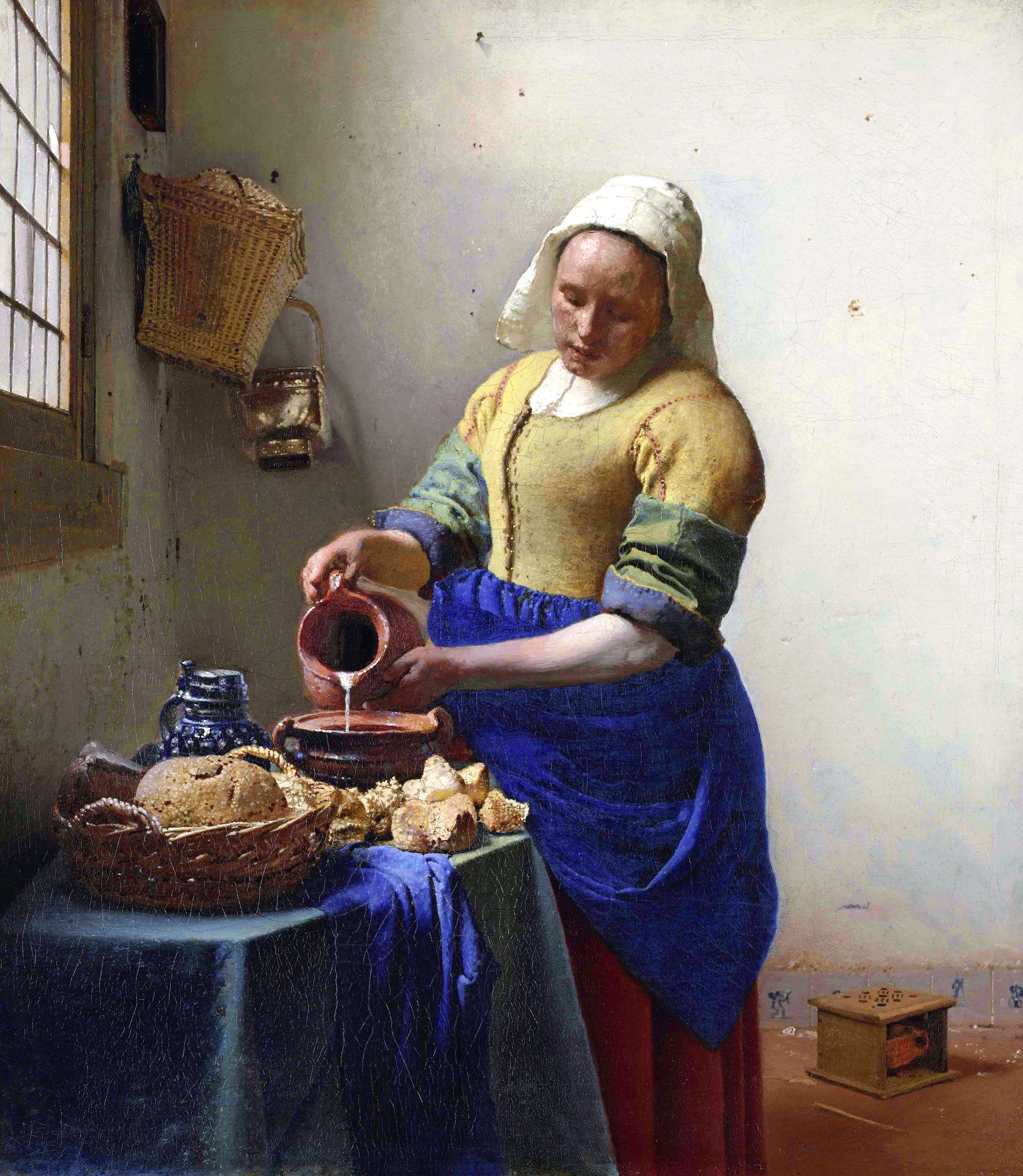
Johannes Vermeer, The Milkmaid, 1660, Rijksmuseum, Amsterdam,

La reliquia si presenta come una esile e quasi impercettibile crosta bianca sedimentatasi sul fondo e su parte delle pareti dell'ampolla in cui è contenuta. In mancanza di analisi scientifiche che ne comprovino l'autenticità come latte umano liofilizzato e la sua datazione come liquido biologico secreto nel periodo della Maria evangelica, fin dal XVIII secolo si è più propensi a credere che la polvere bianca altro non sia che lo stato solido del cosiddetto "moonmilk" o "latte di luna" ovvero un composto di microcristalli di minerali, per lo più carbonati, come zolfo, calcio, silice, carbonio, gesso che, a contatto con l'acqua, formano una sostanza densa e cremosa di colore bianco acceso che, una volta asciutta, non tende a solidificarsi ma a ritornare in forma pulviscolare.
Il fenomeno, assolutamente naturale, date le giuste precondizioni geologiche si manifesta in presenza di corsi d'acqua, soprattutto in ambito sotterraneo, dando vita, un po' ovunque, a veri e propri "fiumi di latte" dall'Italia alla Spagna al Canada ad appunto il Medio Oriente. Una simile supposizione spiegherebbe le numerose reliquie del Sacro Latte sparse per tutta Europa dai veterani di ritorno dalle crociate e troverebbe una sua ragione anche alla luce della mitologia popolare che vorrebbe che Maria, allattando il bambino durante la fuga in Egitto, fece spillare qualche goccia del suo latte sulla pietra ove sedeva e che immediatamente divenne tenera e candida come una massa di latte e si sciolse in un torrentello bianco che non si sarebbe mai esaurito.

## Il Sacro Latte di Parigi

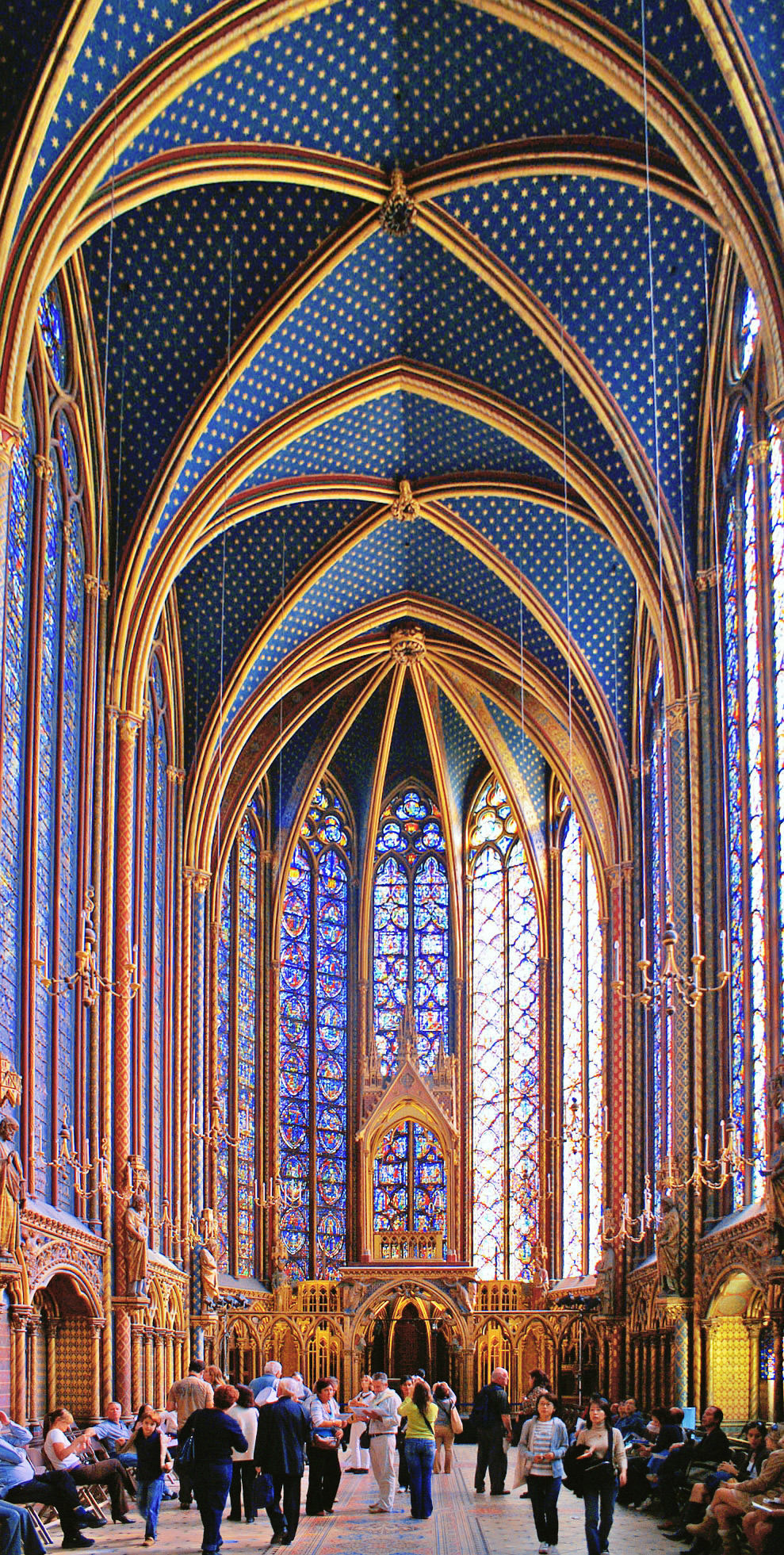
La Sainte Chapelle a Parigi

«Per soddisfare ad alcune persone più curiose che pie quali vanno dubitando in che modo possa essere che in Parigi ci sia pervenuto di questo glorioso Latte di Maria sempre Vergine, legghino l'infrascritta fede da me a' mesi passati di Parigi: "Transcriptum seu Copia Imperatoris Costantinopoliani de Sacrosantis Reliquiis existentibus in Sacrosanta Capella Palatii Regis Parisiis, quas concessit et donavit S. Ludovico Francorum Regi Christianissimo, quis eas redemit magna pecuniae quantitate, et consequenter collocavit in praefata Capella Parisiensi [...], De Lacte Beatae Mariae Virginis, [...]»
In effetti l'imperatore di Costantinopoli Baldovino II aveva donato, o meglio venduto, al re di Francia San Luigi tutta una serie di reliquie che erano poi state collocate, in gran parte, nella Sainte-Chapelle di Parigi costruita appositamente per contenerle. Baldovino infatti, nel 1238, si trovava in Francia per cercare di rastrellare fondi e aiuti militari per sostenere il suo impero latino dal tentativo di riconquista dei legittimi proprietari ossia i Bizantini che avevano perduto la città per mano dei Veneziani durante la cosiddetta IV Crociata. In quell'occasione Baldovino impegnò presso la Corona francese la Contea di Namur per 500.000 lire di Parigi e consegnò al re di Francia la reliquia nota come "Corona di Spine di Nostro Signore" che però non aveva con sé visto che l'aveva impegnata presso i Veneziani a fronte di una forte compensazione in denaro e che San Luigi riscattò portandola poi a Parigi.
Alcuni anni dopo Baldovino, sempre alla ricerca di fondi e alleati, inviò in Francia una lunga serie di supposte reliquie cristiane quali «Praedictas Sacrosantam Spineam Coronam Domini, [...] Pannos Infantiae Salvatoris, quibus fuit in Cunabulis involutus. [...] Catenam etiam sive vinculum ferreum quasi in modum annuli factum, quo creditur isdem Dominus noster fuisse ligatus. [...] Magnam Partem de Lapide Sepulchri Domini Nostri Jesu Christi. [...] Item Sacrae Lanceae, qua perforatum fuit in Cruce [...] Clamydem Coccineam quam circumdederunt milites Domino Nostro. [...] Spongiam, quam porrexerunt ei sitientii in Cruce aceto plenam» e appunto «De Lacte Beatae Mariae Virginis».

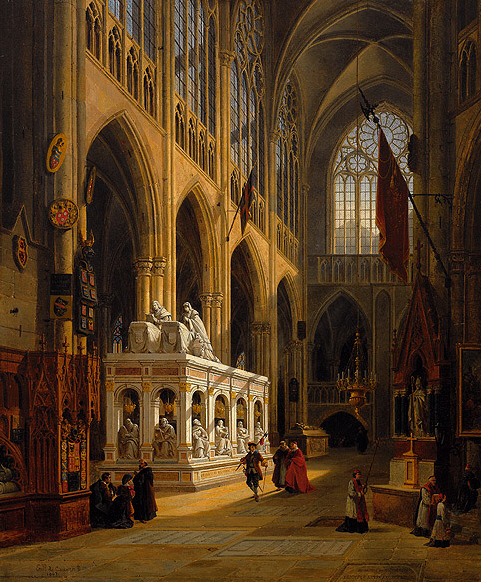
Emil Pierre Joseph de Cauwer, Saint Denis, 1867

La supposizione che il Sacro Latte di Montevarchi altro non fosse che una porzione di quello conservato in Francia si diffuse in città grazie a ser Giuliano di Lattanzio Magiotti che nel 1543 si trovava a Parigi a studiare. Ma solo un secolo dopo, il cavaliere fiorentino Ferdinando Antinori venne incaricato di provarne la fondatezza. Scrive Antinori, il 18 agosto 1657, a Camillo Grassi priore di Montegonzi «Mi trovo a Roma dove da Parigi sono arrivato stante una buona congiuntura [...]. La prego di dire a Messer Bartolommeo Spagnoli, come io intorno alla congiunzione della verità per la Santa Reliquia del SS. Latte ho fatte infinite diligenze; e sono state necessarie molte maggiori, perché le notizie che mi dettero loro erano, che si dovesse cercare nella Santa Cappella, e nella S. Cappella del Palè non si trova niente. È ben vero che mi sono informato e per via di Mons. Illustrissimo e Reverendissimo Nunzio Piccolomini con molta fatica ho avuto campo di cercare ne' registri della Badia di S. Denis, dove sono le maggiori Reliquie e Tesoro del Regno, essendo la chiesa dedicata a S. Dionigi, il quale convertì la Francia, e quivi ho trovato che circa l'anno accennato nell'istruzione datami dal Sig. Canonico Cantucci venne un Petit-Cascet, cioè un biglietto del Re all'Abate per cavare di questo SS. Latte; quello che poi il Re se ne facesse, non apparisce nel Libro, perché l'Abate non ha da rivedere il conto al Re di quello se ne voglia fare: è ben vero, e di questo ne fo grandissimo capitale, che là è fama che di questa S. Reliquia ne sia in Toscana e questo ho sentito dire da persone di qualità e Vescovi [...]. Desidero sapere il loro sentimento, quale stando io scriverò; e facendo estrarre Copia dell'ordine del Re con l'attestazione in forma autentica [...] perché sottosopra non mi pare poca cosa, già che di codesta S. reliquia da quel tempo in qua non n'è stata cavata».

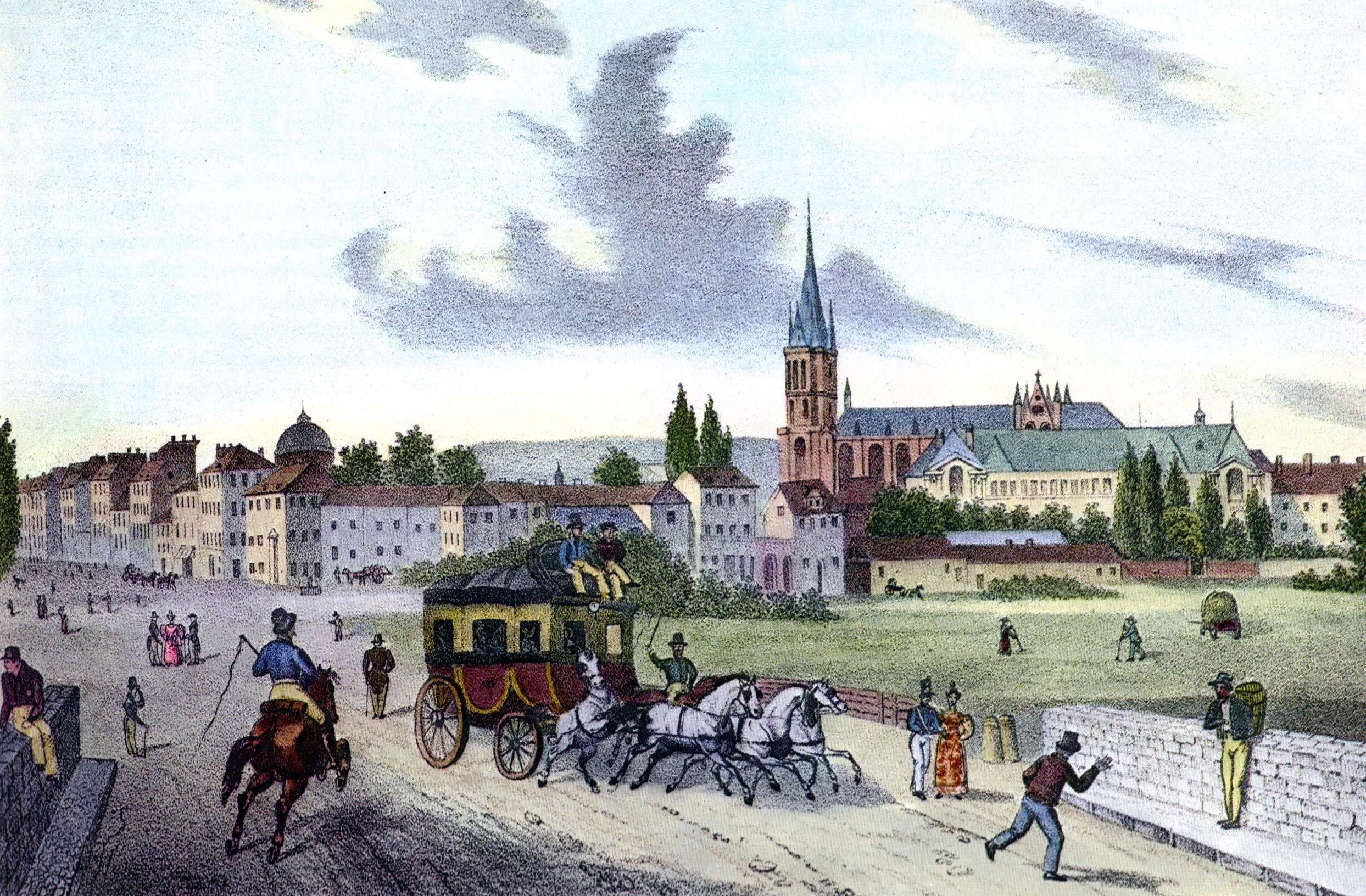
Saint Denis nel 1830

Ma nessuno volle mai avere quella copia in originale dell'ordine del re di Francia perché il monaco benedettino Pietro di Rousseau, quello che incontrò Antinori e che all'abbazia ricopriva l'incarico di vicario per il vero abate ossia Giulio Mazzarino, rilasciò al gentiluomo fiorentino un certificato in cui dichiarava che nel Libro C del Tesoro dell'Abbazia al foglio 59, aveva trovato un'annotazione dell'ordine del re di consegnare a un suo inviato una piccola porzione del Latte e la registrazione dell'avvenuta consegna della reliquia a un suo messo in una piccola ampolla di cristallo chiusa in una custodia d'argento. Peccato però che la consegna era datata 1213 e non 1266 e che quelle "persone di qualità e Vescovi" di cui parlava Antinori erano sì Camille de Neufville de Villeroy, arcivescovo di Lione e primate di Francia, ma il cardinale che ci fosse del sacro latte in Toscana l'aveva sentito dire in Italia quando studiava teologia a Roma, e l'altro, pur essendo vescovo di Chartres già di Saint Malò, si chiamava Ferdinand de Neufville de Villeroy e quella storia l'aveva sentita raccontare solo dal fratello porporato e solo al suo ritorno in Francia.

## L'arrivo a Montevarchi

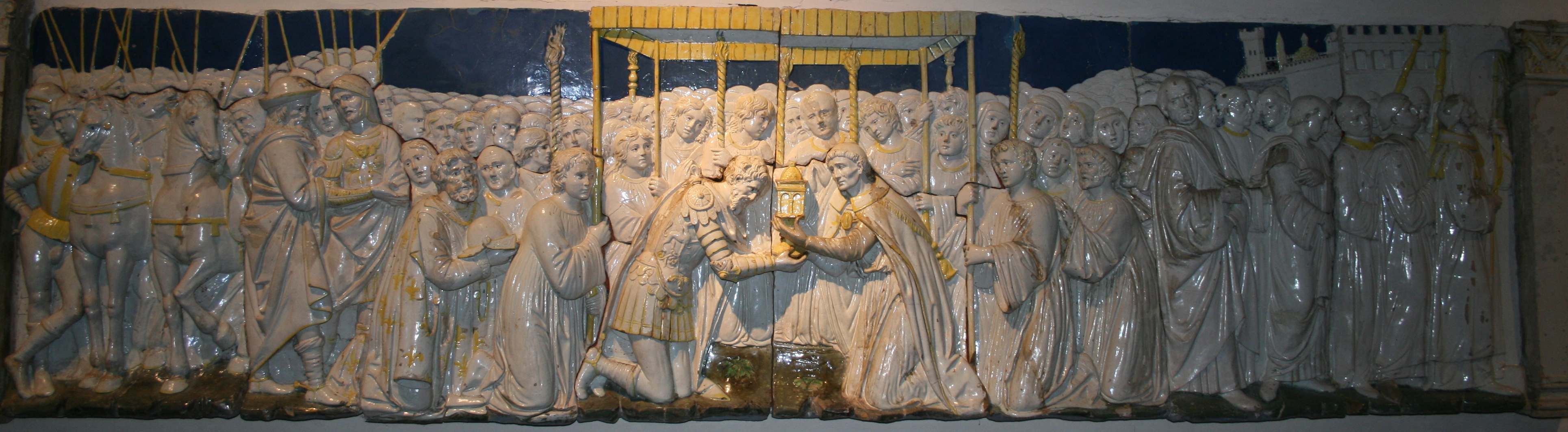
Andrea della Robbia, Guido Guerra dona la reliquia alla chiesa di San Lorenzo

Infatti, secondo la vulgata ufficiale per secoli propagandata a Montevarchi, era stato il Re di Francia ad aver donato quella reliquia al Conte Guido Guerra dei Conti Guidi per aver guidato le truppe guelfe nella vittoriosa Battaglia di Benevento il 26 febbraio 1266. Battaglia vittoriosa per Guido Guerra e soprattutto per il fratello del re, Carlo d' Angiò, che conquistò il Regno di Napoli e quello di Sicilia.

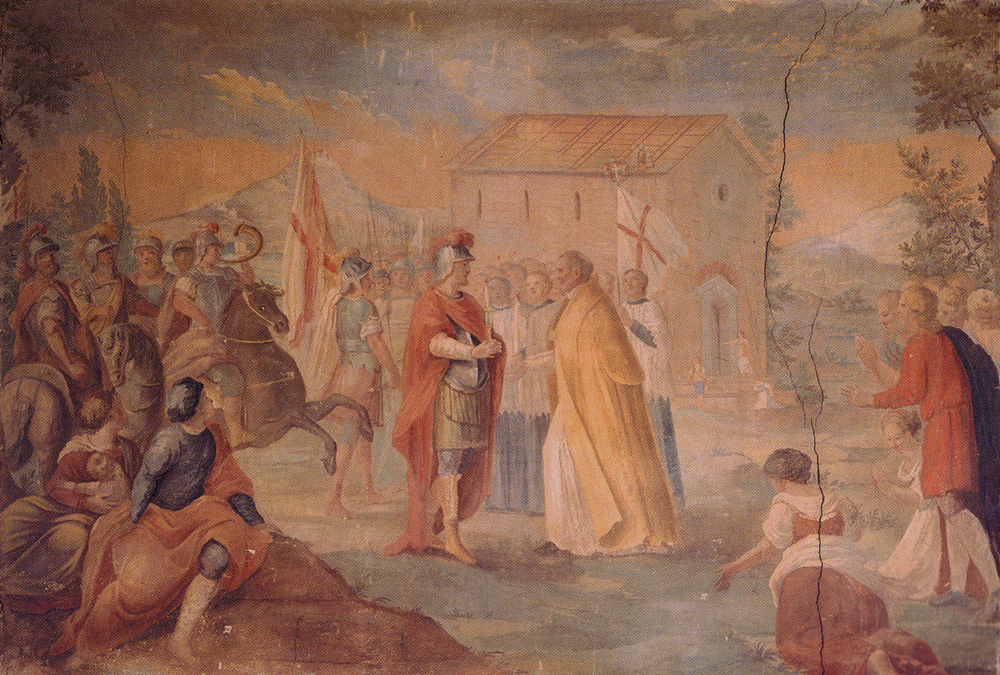
Il dono della reliquia in un affresco di Palazzo Mari a Montevarchi

«Il Conte Guido della cospicua potentissima Famiglia de' Conti Guidi [...] che portò il soprannome di Werra o Guerra [...] avendo molto contribuito col suo valore e dell'invitto Squadrone de' Guelfi da lui guidati [...] fu quegli che di tanto tesoro arricchì la sua diletta Terra di Montevarchi. Si vuole che dal suddetto Carlo, o dal fratello di lui S. Lodovico Re di Francia, gli fosse proposto di domandare qual più degna ricompensa ei bramasse del suo servigio, sicuro di ottenerla. E chiesto da lui tempo a rispondere, domandasse una porzione del Sacro latte di Maria Vergine. [...] Ottenuto pertanto, quando che fosse, questo stimabile tesoro, pensò tosto il magnanimo Conte, a preferenza di tutti gli altri luoghi di sua giurisdizione arricchire il prediletto, ed ancor nascente Castello di Montevarchi, per viepiù contribuire all'ingrandimento, popolazione, e gloria del medesimo [...]. Quà la fece egli dunque trasferire colla maggior solennità, [...] diede una Schiera di Uomini, di Armi, che da Firenze a Montevarchi l'accompagnasse; ove ricevuta venne dal Clero e dal popolo uscito ad incontrarla fino ai confini di sua giurisdizione con trasporto di gioia ed apparato di festa, siccome naturalmente possiamo immaginarlo».
La leggenda vuole che i Montevarchini usciti di città per andare incontro alla reliquia avessero portato con sé, per illuminarsi il cammino, delle torce che, pur rimanendo accese per ore, non avrebbero consumato neanche un grammo di cera. Un miracolo che, stando ai racconti di paese, si sarebbe ripetuto varie altre volte come il 1º maggio del 1650 quando, per la processione della reliquia per le strade di Montevarchi, alla Compagnia di San Carlo mancavano due torce che gli vennero prestate dalla Compagnia del Corpus Domini. Quando però, finita la celebrazione, si andò a pesare le torce per vedere quanta cera avessero consumato e quindi rifondere i fratelli del Corpus Domini, si notò che il loro peso era di dodici libbre e mezzo ossia come da piene mentre, per oltre un'ora e mezzo di luce, avrebbero dovuto aver consumato almeno una libbra di cera.

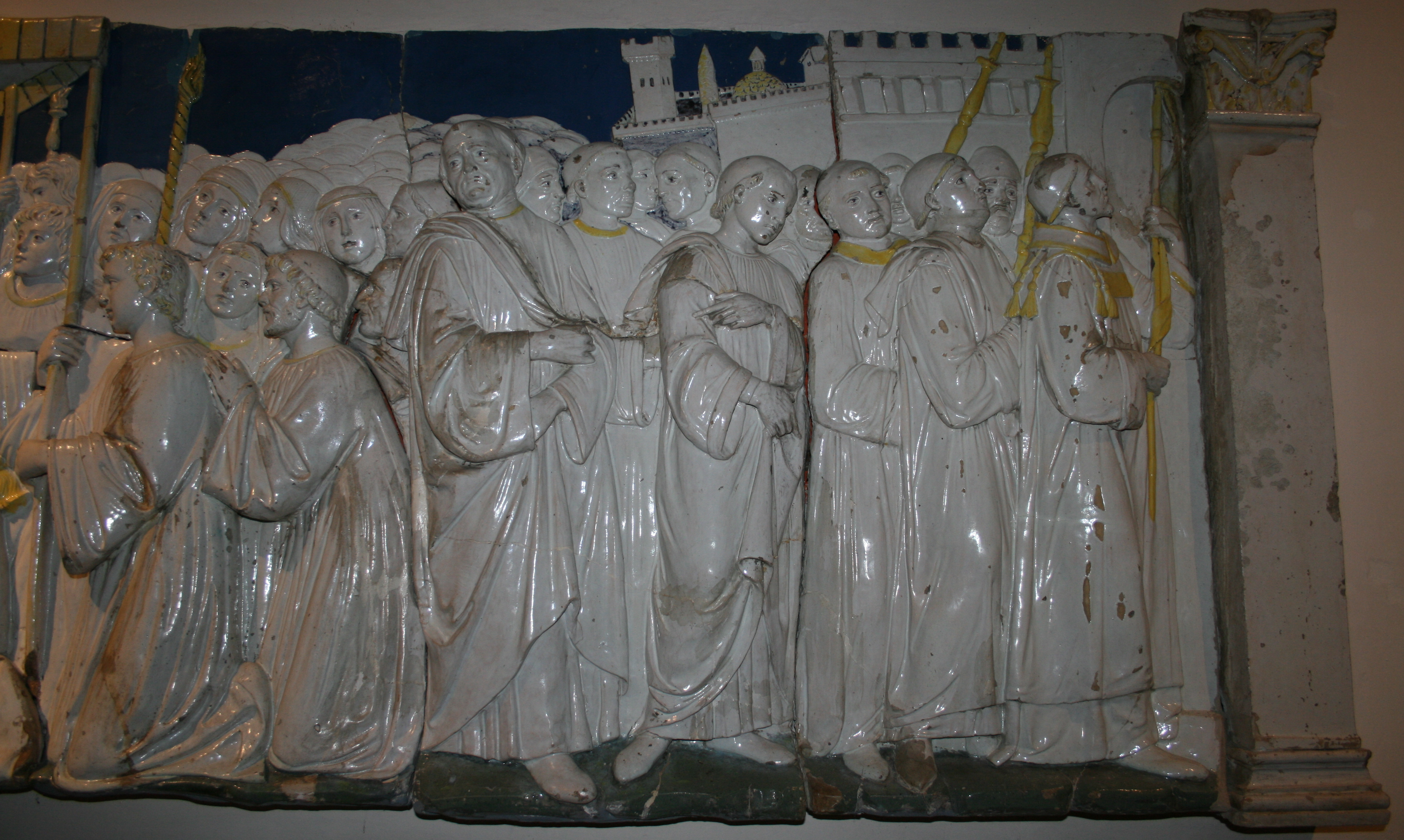
Andrea della Robbia, I montevarchini ricevono la reliquia, Montevarchi, Museo della Collegiata

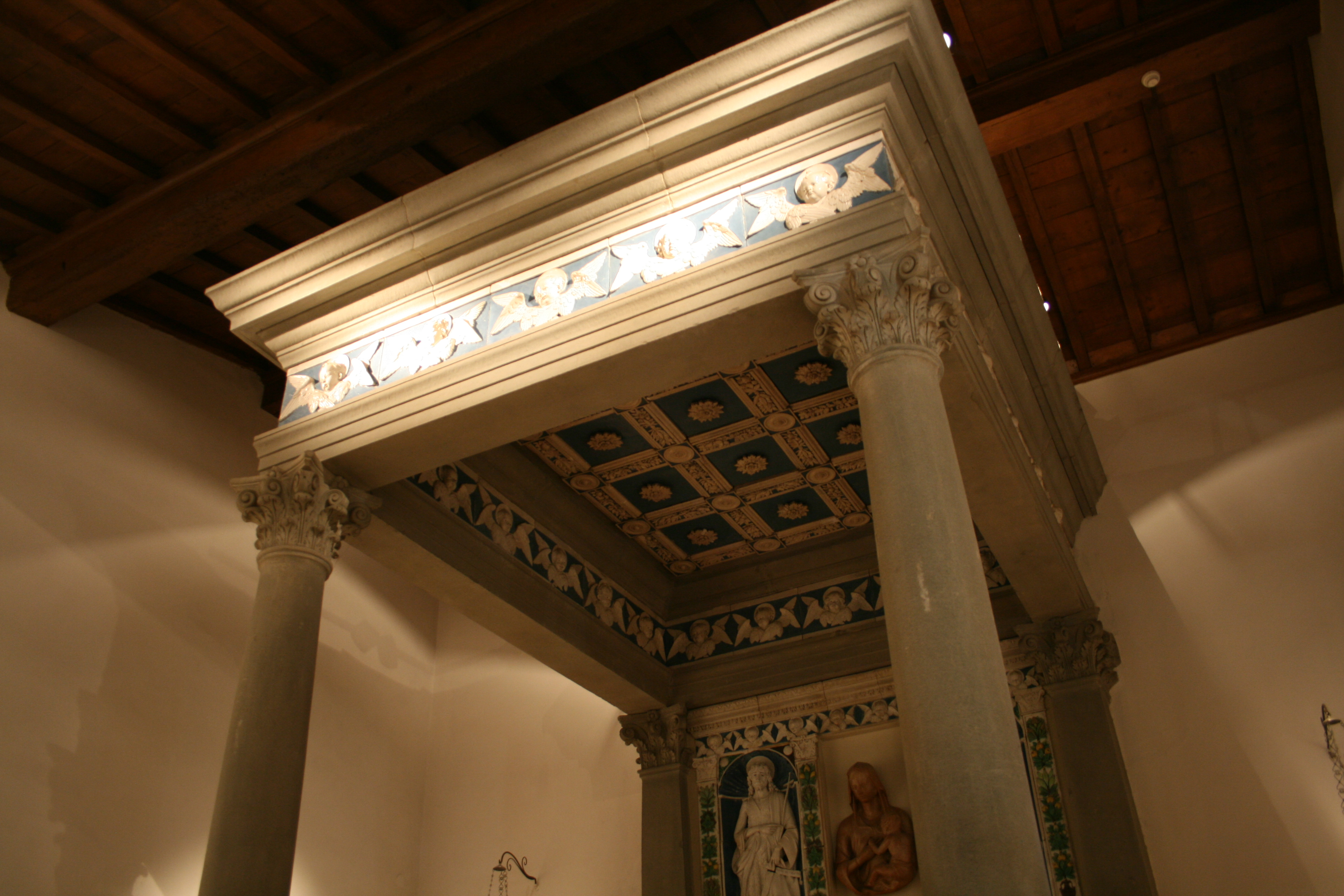
L'altare della Fraternità del Latte oggi nel museo della Collegiata

Comunque sia, dicono le cronache, l'ampolla, appena giunta a Montevarchi, venne riposta in un calice di cristallo con piede, coperchio e ornamenti di rame dorato, e sistemata nella Chiesa di San Ludovico e a conferma di questo starebbe il fatto che, secondo quanto riporta il cronachista Jacopo Sigoni, ancora nel 1616 era visibile in San Ludovico un affresco, oggi scomparso, raffigurante un re con tanto di corona in testa che consegnava un tabernacolo ad un uomo inginocchiato e con una armatura addosso. Al di là di chi fosse rappresentato nell'affresco e perché e ammesso pure che questo affresco sia mai esistito, se quello che racconta Sigoni fosse vero, siccome San Ludovico non fu ultimata prima del 1327, non solo la leggenda di Guido Guerra sarebbe solo una favola ma anche la storiella secondo cui il conte l'avrebbe originariamente donata a San Lorenzo sarebbe da considerarsi falsa perché solo in un secondo momento la reliquia sarebbe stata traslata in quella che voleva essere la principale chiesa della città nella secolare competizione con Sant'Andrea a Cennano.
Certo passare a San Lorenzo, almeno all'inizio, per la reliquia fu una sorta di declassamento rispetto alla presunta originale collocazione in San Ludovico che fino agli inizi del '700 rimase la chiesa indiscutibilmente più elegante della città. Perché la primitiva chiesa di San Lorenzo, prima ancora che divenisse Collegiata e venisse ristrutturata da Massimiliano Soldani Benzi, era a navata unica e piuttosto piccola in quanto lunga quaranta braccia, larga diciassette e alta ventitré o ventiquattro. Non aveva cappelle ma molti altari addossati alle pareti che erano così brutti e maltenuti che nel 1581 il Vescovo di Fiesole Francesco Cattani da Diacceto ordinò che venissero abbattuti. Quello però che ospitava la reliquia, che era addossato sul lato destro della facciata interna, rimase anche perché era il più ricco e il più lussuoso per l'elegante forma a baldacchino e soprattutto per le terrecotte invetriate di Andrea della Robbia.
D'altra parte era sotto il patronato della potentissima e ricchissima Fraternità del Sacro Latte.

## Visitatori Illustri

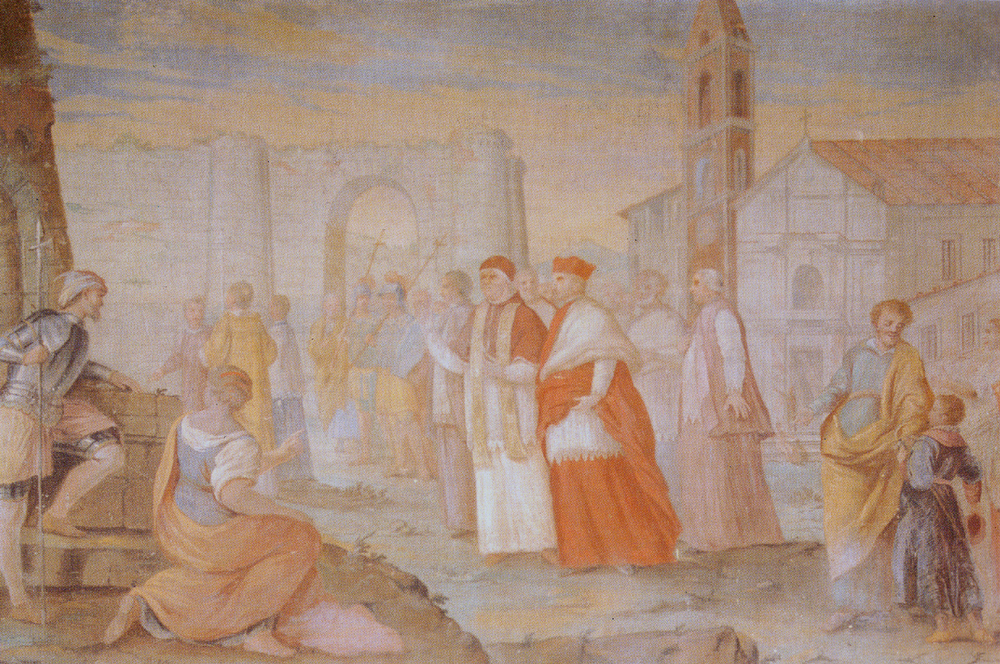
Leone X in visita a Montevarchi, affresco di Palazzo Mari

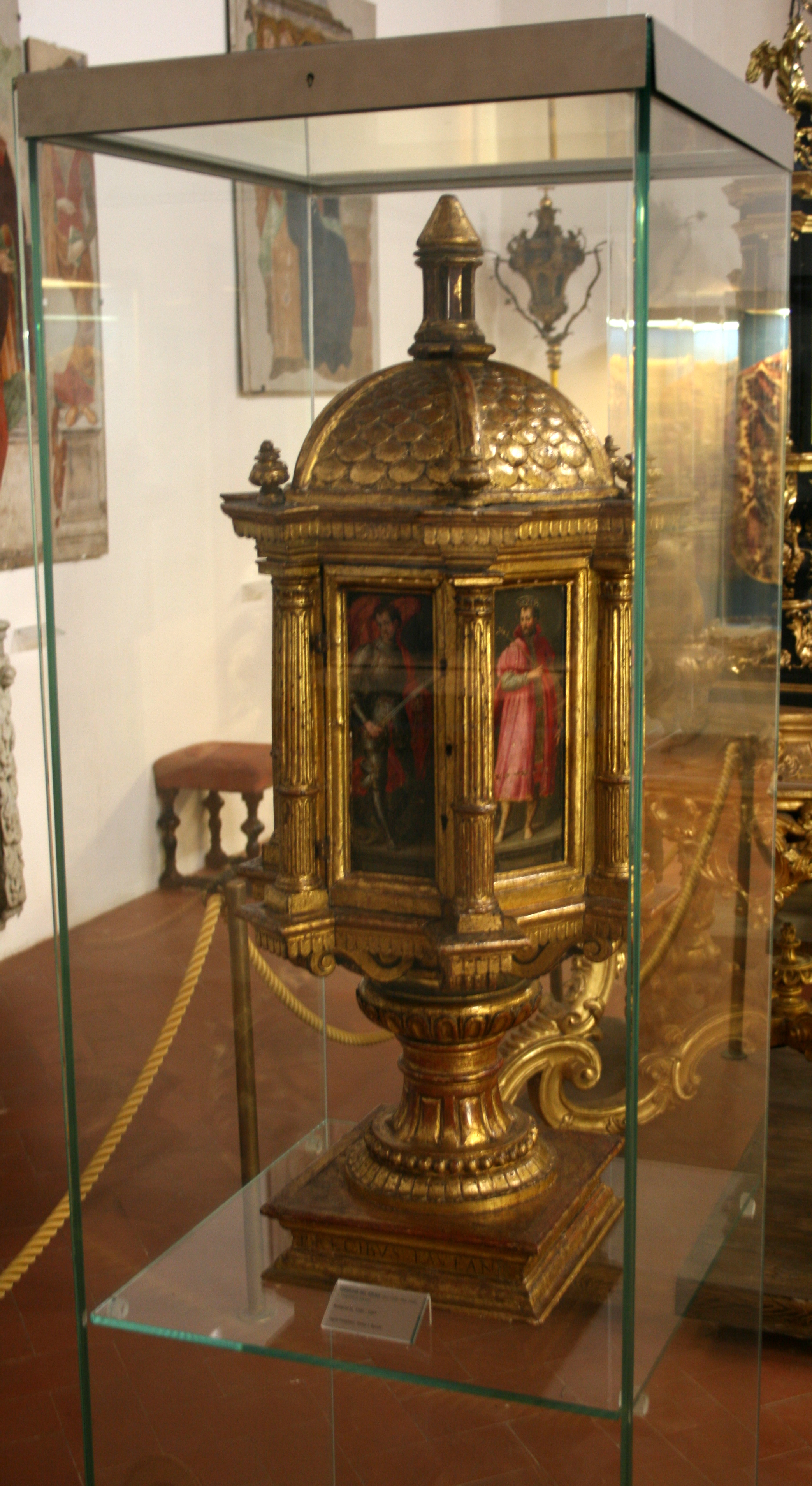
Il vecchio reliquiario poi sostituito da Jacopo Salviati

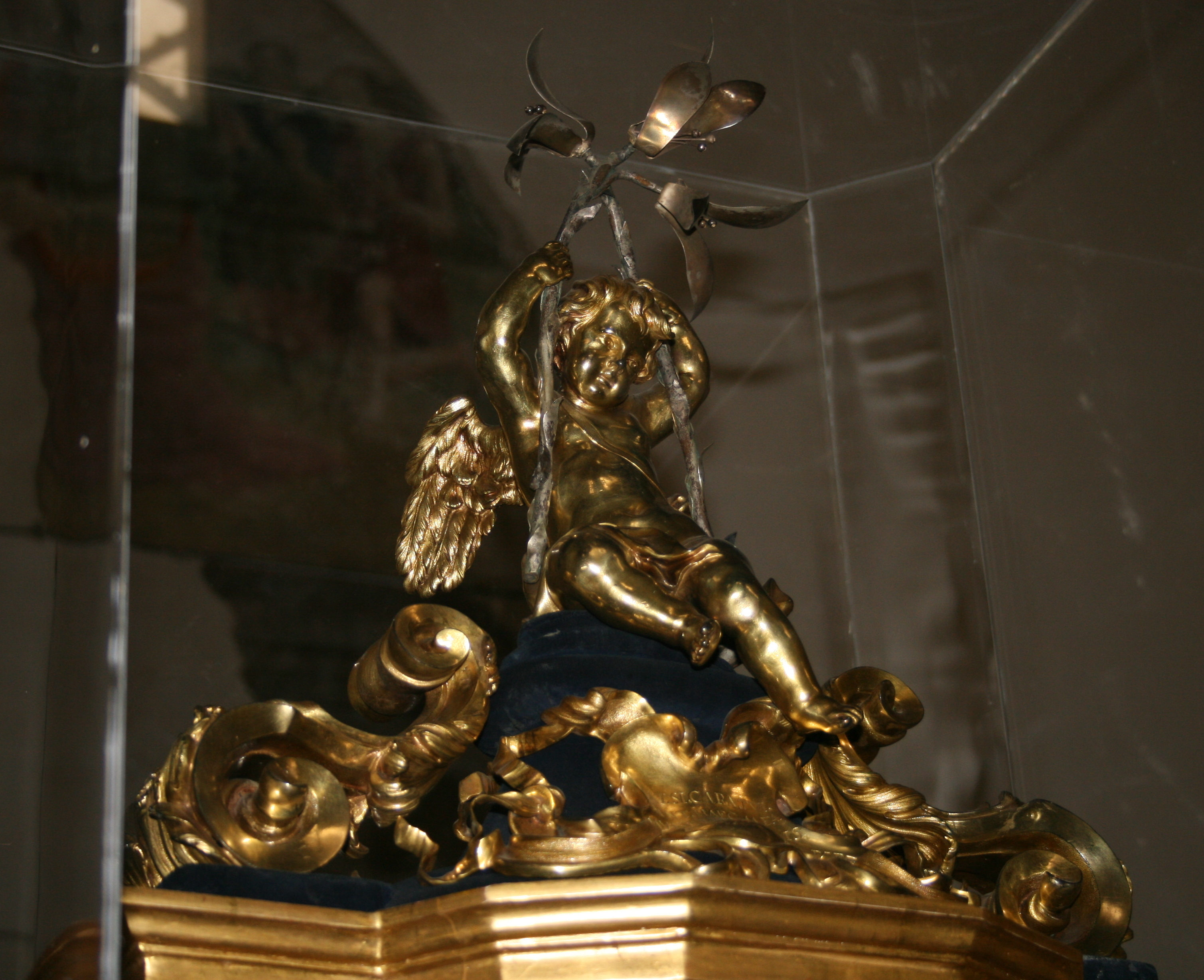
Dettaglio del reliquiario nuovo

Papa Leone X, la sera del 23 novembre 1515, mentre si recava a Bologna per incontrare Francesco I, si fermò per la notte a Montevarchi alloggiando a casa di Francesco Nacchianti mentre i suoi cortigiani si sistemarono a San Giovanni Valdarno e a Figline Valdarno. Dalla cronaca fatta da Ser Carlo Bartoli, presente all'evento, l'indomani mattina il Pontefice si recò in Collegiata e dai cardinali Adriaan Florenszoon Boeyens futuro papa Adriano VI, Giovanni Cornaro, Bernardo Dovizi detto il Bibiena, Giovanni Salviati e Innocenzo Cybo. Il pontefice assistette alla messa e poi chiese di vedere la reliquia e, genuflettendosi, si mise a pregarla. Ma «datoli in mano la Reliquia del SS. Latte nella solita Coppa si fu per Sua Santità due volte detto tal Reliquia non vedere, e replicato a S. S. dal detto Maestro Antonio Pettoni l'infrascritte formali parole, cioè, aspiciat Sanctitas Tua guttam in fundo, per le quali parole mosso di nuovo, col suo occhiale d'argento risguardando di subito genuflesso disse le formali parole, nunc video, e quella con grandissima venerazione adorò». E non solo. Per tutto il giorno 24 il papa volle che «lucrassero Indulgenza Plenaria tutti quelli, che visitavano la Chiesa. E richiesto di lasciare detta indulgenza perpetua, non volle accordare, che quella di 100 anni, e di 100 Quarantene, la quale fu pubblicata in Chiesa ai circostanti dal Cerimoniere Pontificio».
Successivamente, nell'anno 1629, si presentarono a Montevarchi il duca Jacopo Salviati insieme alla moglie Donna Veronica Cybo dei Duchi di Massa domandando di vedere la reliquia. La coppia infatti non aveva figli ed essendo il duca l'ultimo rimasto del suo ramo della famiglia serviva urgentemente un miracolo per poter far continuare a vivere la dinastia dei Salviati. I due coniugi furono messi in condizione di pregare davanti alla sacra ampolla e fecero voto che se avessero ottenuto la grazia avrebbero impreziosito la chiesa con un ricco regalo. Poco dopo, Donna Veronica rimase incinta e allora il duca Jacopo, in scioglimento del suo voto, osservando che il tabernacolo in cui si conservava la Pisside del Sacro Latte era di legno, il 25 ottobre 1630 ne presentò uno nuovo, coperto di fuori con del velluto celeste, di dentro con tela d'oro, con base, colonne e capitelli d'argento, con rapporti e maniglie di metallo, con l'Immagine della Vergine e di San Lorenzo in argento dorato, e con l'iscrizione "Lacteam-Coeli-Viam" sul davanti e "Jacobus-Dux-Voto-Exornat" dietro. Poi il figlio avuto per grazia dal duca Jacopo, ovvero il duca Antonio Salviati, lo fece rielaborare ulteriormente da Massimiliano Soldani Benzi che, per i versi da incidere intorno al fregio, chiese la collaborazione di Anton Maria Salvini. Nella più bella decorazione del reliquiario, su una fascia che tiene insieme un mazzetto di gigli tenuti in mano da un putto svolazzante, si legge "Lac Virginis Gustant Labia Munda".
Ancora il «dì 27 maggio 1655 circa sei anni sono, passò di Montevarchi il Cardinale [Alderano] Cibo Figliolo del principe di Massa; chiese di vedere la S. reliquia di Maria Vergine, gli fu mostra, baciando il piede del Tabernacolo. L'anno 1653 il medesimo si fece al cardinale Gian Carlo Fratello del Gran Duca. Il dì sopradetto il Cardinale Rossetti Vescovo di Faenza incognito scavalcò a nostri PP. Conventuali andando per la Terra maravigliossi di veder tanta gente, massime essendo la Festa del Corpus Domini, e poco avanti era corso un palio per le Ragazze, damandò gli fosse mostro il Beato Latte, e già essendo mezz'ora di notte, uscì di Convento et eravi andato sei Operai con sei torce accese, in questo mentre si tolse dalla Compagnia del Corpus Domini 35 torce, il lume in Chiesa era come di giorno accompagnato da' falcolotti sopra il balaustrato e lampade, ed altri nell'Altare della Cappella, et Altare grande, disse l'Eminentissimo, Montevarchi tu ai [sic] gran tesoro! La mattina all'alba fu accompagnato dal Tenente de' Carabini con 12 giovani fino a San Giovanni».
Mentre andavano al santuario di Loreto, il 23 aprile 1695, anche Cosimo III e suo figlio Gian Gastone dovendo, per andare a Roma, passare per Montevarchi si fermarono in Collegiata per rendere onore alla reliquia. In realtà il pio granduca sperava che il Sacro Latte facesse il miracolo di fargli avere un nipote. Anzi Cosimo volle che, in quell'occasione, solo Gian Gastone toccasse e baciasse la reliquia sperando in una grazia che però non arrivò mai: a Gian Gastone non piacevano le donne. Allora a chiedere la grazia al latte di Montevarchi ci provò la moglie di Giangastone, la principessa Violante Beatrice di Baviera, che si fermò presso la reliquia nel maggio del 1716, anche lei andando a Loreto, e sulla via del ritorno il 24 ottobre 1724 ma fu un'altra delusione.
Altro caso umano, il 15 ottobre 1728, venne a Montevarchi con tutta la sua corte la principessa Eleonora Luisa Gonzaga, sfortunata consorte e ormai vedova dell'esageratamente obeso e impotente principe ed ex cardinale Francesco Maria de' Medici, fratello del Gran Duca Cosimo III, e dopo aver visto la polverina sacra volle pure confessarsi dal proposto Angiolo Domenico Soldani, da lui ricevere la comunione, e sentire la sua messa. Tutto inutile: anche in questo caso nessun miracolo. Anzi.
Nel 1733 fu la volta di Carlo III di Spagna, il 25 maggio 1740 del principe di Craon e viceré di Toscana Marc de Beauvau e il 16 ottobre 1769 del granduca Pietro Leopoldo e di sua moglie Maria Ludovica di Borbone-Spagna in visita di stato a Montevarchi.
Le ultime teste coronate a vedere il Sacro Latte furono, il 5 maggio 1860, i principi di Savoia Amedeo, futuro re di Spagna, e Umberto, futuro re d'Italia, accompagnati dall'allora ministro degli interni Bettino Ricasoli, futuro Presidente del Consiglio dei Ministri. A loro andò decisamente meglio.

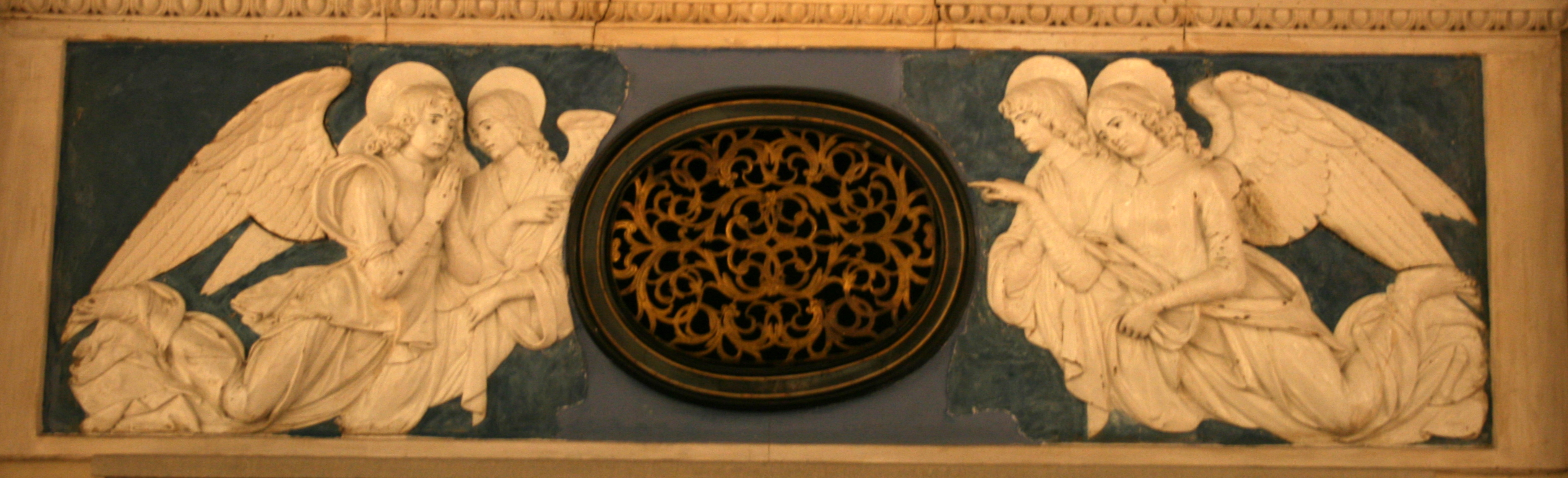
L'antica teca della reliquia nell'altare disegnato da Andrea della Robbia

## Il Latte della Madonna
A Nocera Superiore (SA), nel convento della basilica santuario di Santa Maria Materdomini è custodito un reliquiario d'argento dove al suo interno è racchiusa la reliquia del "Latte della Madonna", costituita da un'ampolla contenente della polverina bianca, ritrovata nel 1060 con il quadro della Madonna venerata nel santuario. Tra i prodigi che si attribuiscono a questa reliquia è la cessazione dell'eruzione del Vesuvio del 1631 e delle liquefazioni. Da circa un secolo non è più esposto alla pubblica venerazione a seguito delle disposizioni vescovili. L'ultima esposizione in maniera semi-pubblica è avvenuta nel 2024 in occasione della visita del Cardinale Pizzaballa al santuario di Materdomini.